# Championnat d'Uruguay de football 1996
Navigation
Saison précédente Saison suivante
La saison 1996 du Championnat d'Uruguay de football est la quatre-vingt-quatorzième édition du championnat de première division en Uruguay. Les douze meilleurs clubs du pays sont regroupés au sein d'une poule unique, la Primera División, où ils s'affrontent lors de deux tournois saisonniers. Les vainqueurs de chaque tournoi s’affrontent en finale nationale pour le titre. 
C'est le Club Atlético Peñarol, triple tenant du titre,  qui est à nouveau sacré champion d'Uruguay cette saison après avoir remporté le tournoi Ouverture puis battu en finale le Club Nacional de Football, vainqueur du tournoi Clôture. C'est le 42e titre de champion d'Uruguay de l’histoire du club.

## Qualifications continentales
C'est par le biais de la Liguilla que l'on connaît les deux équipes qualifiées pour la Copa Libertadores 1997 et les deux représentants uruguayens en Copa CONMEBOL 1997.

## Les clubs participants
| - CA Peñarol - Defensor Sporting Club - Club Nacional de Football - Institución Atlética Sud América - Huracán Buceo - Promu de D2 - CA River Plate | - Danubio FC - CA Cerro - Liverpool Fútbol Club - Rampla Juniors Fútbol Club - Montevideo Wanderers - Central Español Fútbol Club |

## Compétition

### Classement
Le barème utilisé pour établir le classement est le suivant :
- Victoire : 3 points
- Match nul : 1 point
- Défaite : 0 point

| Rang | Équipe                           | Pts | J  | G | N | P | Bp | Bc | Diff |
| ---- | -------------------------------- | --- | -- | - | - | - | -- | -- | ---- |
| 1    | Club Atlético PeñarolT           | 23  | 11 | 7 | 2 | 2 | 21 | 11 | +10  |
| 2    | Defensor Sporting Club           | 22  | 11 | 6 | 4 | 1 | 17 | 8  | +9   |
| 3    | Club Nacional de Football        | 21  | 11 | 6 | 3 | 2 | 25 | 11 | +14  |
| 4    | Danubio Fútbol Club              | 19  | 11 | 5 | 4 | 2 | 12 | 9  | +3   |
| 5    | Huracán BuceoP                   | 18  | 11 | 5 | 3 | 3 | 13 | 11 | +2   |
| 6    | Rampla Juniors Fútbol Club       | 14  | 11 | 3 | 5 | 3 | 9  | 9  | 0    |
| 7    | CA River Plate                   | 11  | 11 | 2 | 5 | 4 | 11 | 13 | -2   |
| 8    | Montevideo Wanderers             | 11  | 11 | 3 | 2 | 6 | 7  | 17 | -10  |
| 9    | Liverpool Fútbol Club            | 10  | 11 | 2 | 4 | 5 | 8  | 13 | -5   |
| 10   | Club Atlético Cerro -5           | 8   | 11 | 3 | 4 | 4 | 13 | 15 | -2   |
| 11   | Institución Atlética Sud América | 8   | 11 | 1 | 5 | 5 | 5  | 17 | -12  |
| 12   | Central Español Fútbol Club      | 6   | 11 | 1 | 3 | 7 | 8  | 15 | -7   |

| Rang | Équipe                           | Pts | J  | G | N | P  | Bp | Bc | Diff |
| ---- | -------------------------------- | --- | -- | - | - | -- | -- | -- | ---- |
| 1    | Club Nacional de Football        | 25  | 11 | 8 | 1 | 2  | 25 | 12 | +13  |
| 2    | Rampla Juniors Fútbol Club       | 18  | 11 | 4 | 6 | 1  | 11 | 6  | +5   |
| 3    | Huracán BuceoP                   | 18  | 11 | 4 | 6 | 1  | 10 | 6  | +4   |
| 4    | Defensor Sporting Club           | 17  | 11 | 4 | 5 | 2  | 13 | 9  | +4   |
| 5    | Danubio Fútbol Club              | 17  | 11 | 5 | 2 | 4  | 19 | 17 | +2   |
| 6    | Club Atlético PeñarolT           | 15  | 11 | 4 | 3 | 4  | 22 | 17 | +5   |
| 7    | Central Español Fútbol Club      | 14  | 11 | 3 | 5 | 3  | 10 | 9  | +1   |
| 8    | CA River Plate                   | 13  | 11 | 3 | 4 | 4  | 16 | 13 | +3   |
| 9    | Montevideo Wanderers             | 13  | 11 | 3 | 4 | 4  | 10 | 14 | -4   |
| 10   | Liverpool Fútbol Club            | 12  | 11 | 2 | 6 | 3  | 11 | 14 | -3   |
| 11   | Club Atlético Cerro              | 12  | 11 | 2 | 6 | 3  | 11 | 16 | -5   |
| 12   | Institución Atlética Sud América | 0   | 11 | 0 | 0 | 11 | 0  | 25 | -25  |

- Institución Atlética Sud América déclare forfait après la 3e journée du tournoi de clôture. Le reste de ses rencontres à disputer est perdu sur le score de 0-2 et le club est automatiquement relégué en Primera B.

### Classement cumulé
| Rang | Équipe                           | Pts | J  | G  | N  | P  | Bp | Bc | Diff |
| ---- | -------------------------------- | --- | -- | -- | -- | -- | -- | -- | ---- |
| 1    | Club Nacional de FootballClo     | 46  | 22 | 14 | 4  | 4  | 48 | 23 | +25  |
| 2    | Defensor Sporting Club           | 39  | 22 | 10 | 9  | 3  | 30 | 17 | +13  |
| 3    | Club Atlético PeñarolT Ouv       | 38  | 22 | 11 | 5  | 6  | 43 | 28 | +15  |
| 4    | Danubio Fútbol Club              | 36  | 22 | 10 | 6  | 6  | 29 | 26 | +3   |
| 5    | Huracán BuceoP                   | 36  | 22 | 9  | 9  | 4  | 21 | 17 | +4   |
| 6    | Rampla Juniors Fútbol Club       | 32  | 22 | 7  | 11 | 4  | 18 | 15 | +3   |
| 7    | Montevideo Wanderers Fútbol Club | 24  | 22 | 6  | 6  | 10 | 15 | 31 | -16  |
| 8    | CA River Plate                   | 24  | 22 | 5  | 9  | 8  | 25 | 26 | -1   |
| 9    | Liverpool Fútbol Club            | 22  | 22 | 4  | 10 | 8  | 17 | 27 | -10  |
| 10   | Club Atlético Cerro              | 20  | 22 | 5  | 10 | 7  | 24 | 31 | -7   |
| 11   | Central Español Fútbol Club      | 20  | 22 | 4  | 8  | 10 | 16 | 24 | -8   |
| 12   | Institución Atlética Sud América | 8   | 22 | 1  | 5  | 16 | 5  | 26 | -21  |

|  | Qualification pour la Liguilla pré-Libertadores                                                             |
|  | Participation au barrage de promotion-relégation                                                            |
|  | Relégation directe en deuxième division                                                                     |
|  | T : Tenant du titre Ouv : Vainqueur du Tournoi Ouverture Clo : Vainqueur du Tournoi Clôture P : Promu de D2 |

### Finale pour le titre
| Équipe 1              | Résultat | Équipe 2                  | Aller | Retour |
| --------------------- | -------- | ------------------------- | ----- | ------ |
| Club Atlético Peñarol | 2 - 1    | Club Nacional de Football | 1 - 0 | 1 - 1  |

### Barrage de promotion-relégation
| Équipe 1            | Résultat | Équipe 2                    | Aller | Retour |
| ------------------- | -------- | --------------------------- | ----- | ------ |
| Club Atlético Cerro | 3 - 1    | (D2) Club Atlético Progreso | 1 - 1 | 2 - 0  |

### Liguilla pré-Libertadores
Les deux premiers du classement et les six qualifiés via le Tournoi National disputent la Liguilla pour déterminer les qualifiés pour la Copa Libertadores et la Copa CONMEBOL. Si le champion ne termine pas parmi les deux premiers, il obtient le droit d'affronter le second de la Liguilla pour connaître la deuxième formation qualifiée en Copa Libertadores.
| Rang | Équipe                     | Pts | J | G | N | P | Bp | Bc | Diff |
| ---- | -------------------------- | --- | - | - | - | - | -- | -- | ---- |
| 1    | Club Nacional de Football  | 19  | 7 | 6 | 1 | 0 | 17 | 6  | +11  |
| 2    | Danubio Fútbol Club        | 13  | 7 | 4 | 1 | 2 | 12 | 7  | +5   |
| 3    | Defensor Sporting Club     | 12  | 7 | 4 | 0 | 3 | 11 | 5  | +6   |
| 4    | Club Atlético PeñarolT     | 11  | 7 | 3 | 2 | 2 | 11 | 7  | +4   |
| 5    | Liverpool Fútbol Club      | 10  | 7 | 3 | 1 | 3 | 11 | 15 | -4   |
| 6    | CA River Plate             | 8   | 7 | 2 | 2 | 3 | 9  | 9  | 0    |
| 7    | Huracan BuceoP             | 6   | 7 | 1 | 3 | 3 | 7  | 9  | -2   |
| 8    | Rampla Juniors Fútbol Club | 0   | 7 | 0 | 0 | 7 | 4  | 24 | -20  |

Barrage pour la deuxième place en Copa Libertadores :
|  | Club Atlético Peñarol | 2 - 1 | Danubio Fútbol Club |  |  |
|  |                       |       |                     |  |  |

- Club Atlético Peñarol se qualifie pour la Copa Libertadores 1997 tandis que Danubio Fútbol Club obtient son billet pour la Copa CONMEBOL 1997.

## Bilan de la saison
| Championnat d'Uruguay de football 1996 |                                   |
| Champion                               | Club Atlético Peñarol (42e titre) |
| Qualifications continentales           |                                   |
| Copa Libertadores 1997                 | Club Atlético Peñarol             |
| Copa Libertadores 1997                 | Club Nacional de Football         |
| Copa CONMEBOL 1997                     | Danubio Fútbol Club               |
| Copa CONMEBOL 1997                     | Defensor Sporting Club            |
| Promotions et relégations              |                                   |
| Promus en Primera División             | Club Atlético Rentistas           |
| Promus en Primera División             | Racing Club de Montevideo         |
| Relégués en Primera B                  | Institución Atlética Sud América  |
| Relégués en Primera B                  | Central Español Fútbol Club       |